# Gordejuela
Gordejuela (oficialmente en euskera: Gordexola) es un municipio español de la comarca de Las Encartaciones, en la provincia de Vizcaya, comunidad autónoma del País Vasco. Tiene 41.50 km² de extensión y una población de 1674 habitantes. Está dividido en las siguientes parroquias o cuadrillas: Irazagorría, El Pontón-Urarte, Sandamendi, Zubiete y Zaldu. 
El Valle de Gordejuela se encuentra a unos 20 km al suroeste de Bilbao. Limita con el valle de Oquendo por el este, por el sureste con el valle de Llanteno, por el sur con la villa de Arceniega (Álava), por el suroeste y el oeste con el Valle de Mena (Burgos) y al norte con los municipios encartados de Zalla y Güeñes.
Tiene un clima oceánico, es decir, inviernos suaves y veranos templados, hay abundantes nieblas y las precipitaciones son considerables.
El Valle de Gordejuela es un marco excepcional con abundante patrimonio histórico y natural. Está atravesado por el río Herrerías o Ibaízabal, un río no muy caudaloso en la actualidad pero que antaño dio vida a gran cantidad de ferrerías.

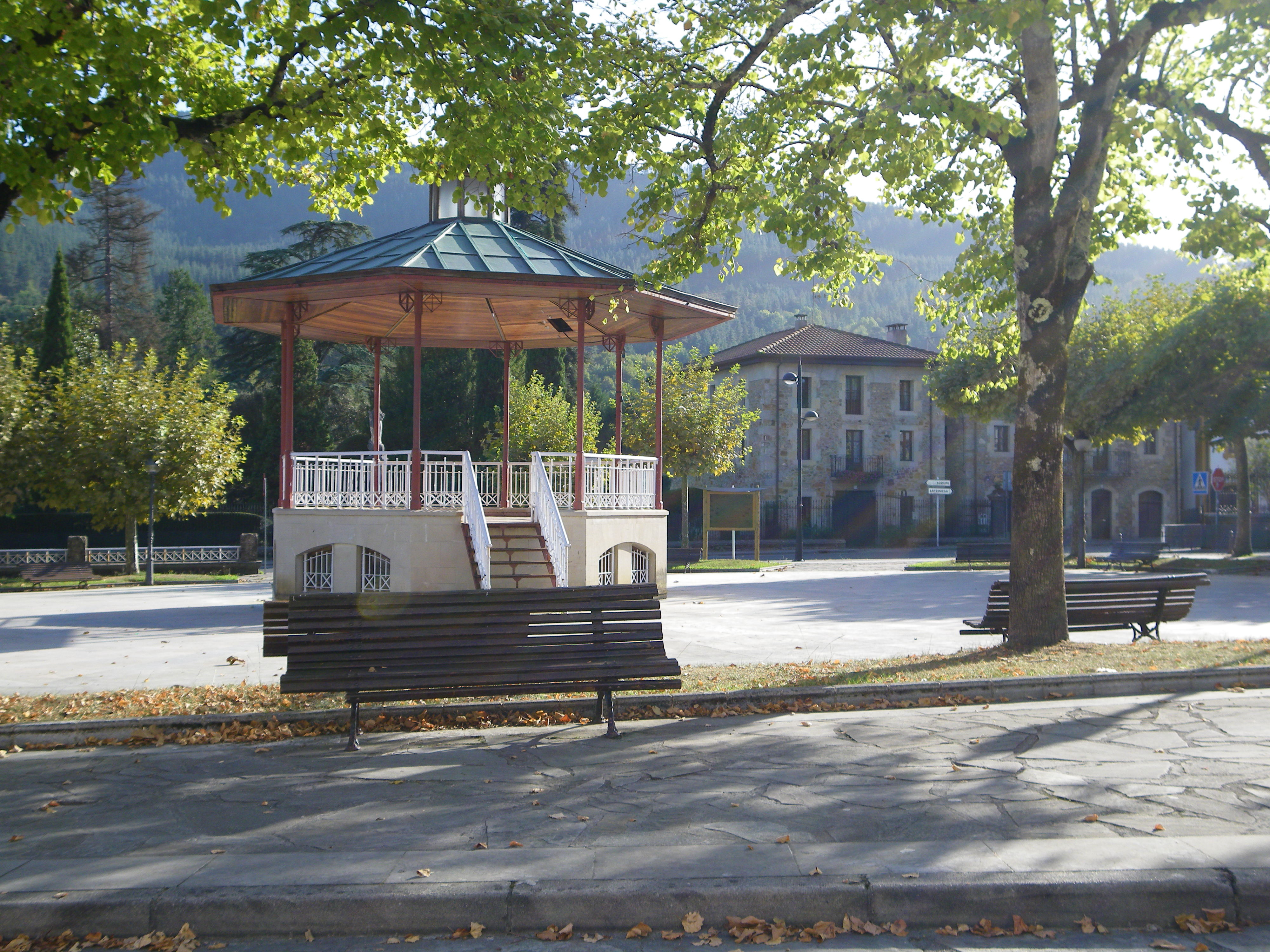
Plaza Molinar

## Historia
La historia local de Gordejuela se presenta compleja y de ricos matices. Durante el Bajo Imperio romano tuvo algún poblamiento disperso de población hispanorromana como muestra la estela funeraria de Zaldu.

### Edad Media
Es una época oscura. Las guerras de bandos supusieron un enfrentamiento entre campesinos y señores y entre los mismos señores. Todo ello trajo un periodo de crisis económica y social acuciante como consecuencia de la inseguridad y de los continuos enfrentamientos. El Valle fue escenario de reiterados enfrentamientos entre las familias de los Salcedo, Zamudio, Marroquín y Salazar.

### SiglosXVI-XIX
En el siglo XVI vino la paz, pero parece que los parientes mayores siguieron dominando: intervenían en la vida municipal y hacían valer su poderío económico beneficiándose de una acumulación de capital como producto de las actividades de la industria siderúrgica tradicional. Por otra parte el monocultivo basado en el trigo hizo en ocasiones tambalear la economía campesina en épocas de malas cosechas.

### SigloXVII
El siglo XVII se inició con crisis económica y está jalonada de múltiples conflictos sociales pero en conjunto puede hablarse de un crecimiento económico debido al impacto de la revolución del maíz en los campos de cereales y el aumento constante de las roturaciones. Ello crearía una autosuficiencia en la economía campesina. En cuanto a los señores diremos que en esta época afianzan su poder económico, extendiendo la institución del mayorazgo.
Llevan todo el peso de la siderurgia tradicional, presionan el arbolado en su constante demanda de carbón para alimentar los hornos de las ferrerías. El Valle quedó unido al Señorío de Vizcaya de 1620 hasta 1740 en que se desmembró, cesando en este tiempo toda vinculación económica y de empleo con el Señorío. En 1799 tenía voz y voto en las Juntas Generales de Gernika.

### SigloXVIII
Conoce un período expansivo desde 1720 hasta 1789. Hay un crecimiento demográfico pero se desacelera por epidemias en 1711 y 1741 y una crisis socioeconómica en 1766.
Se comienzan a apreciar cambios como la creciente preocupación de la reforma forestal que desembocará en una delirante carrera por ocupar terreno común para hacer sus propios cultivos por todos los órdenes sociales. Además hay un estamento de medianos propietarios y profesiones liberales que busca su hueco en la sociedad. El siglo XVIII es el momento cumbre del comercio, destaca la Feria de San Andrés, al encontrarse Gordejuela en una encrucijada de caminos, este mercado representaba la apertura de un eje comercial entre Bilbao y Castilla La Vieja.
La Guerra de La Convención, La Zamacolada, La guerra de la Independencia y la primera Carlistada crearon un endeudamiento municipal cuyos principales implicados fueron los campesinos. Hubo momentos muy tensos con las sucesivas desamortizaciones, continuos ensayos de elecciones municipales oscilando entre el sistema antiguo y los diversos modos liberales.

### SigloXIX
En el siglo XIX destacaríamos el declive de las ferrerías (segundad mitad de siglo) coincidiendo con la industrialización de Bilbao, la margen izquierda y el cercano municipio de Zalla. Todo ello creó un flujo migratorio que continuó en el siglo XX. A finales del siglo XIX la sustitución del mayorazgo por la gran propiedad no produjo un cambio radical de papeles, sino que el poder económico basado en la propiedad de la tierra aumentó más.

### SigloXX
El siglo XX conoce un cambio radical en los servicios ya que el antiguo sistema de subasta de abastos se ve favorecido por su sustitución por los pequeños comercios.

## Demografía
Gordejuela cuenta con una población de 1711 habitantes (INE 2024).
| Gráfica de evolución demográfica de Gordejuela entre 1842 y 2021 |
| |
| Población de derecho según los censos de población del INE Población de hecho según los censos de población del INEEn estos censos se denominaba Gordejula: 1842, 1857, 1860, 1877, 1887, 1897, 1900, 1910, 1920, 1930, 1940, 1950, 1960, 1970 y 1981 |

## Administración y política
| Partido político                                              | 2023  | 2023  | 2023       | 2019  | 2019  | 2019       | 2015  | 2015  | 2015       | 2011  | 2011  | 2011       | 2007  | 2007  | 2007       |
| Partido político                                              | %     | Votos | Concejales | %     | Votos | Concejales | %     | Votos | Concejales | %     | Votos | Concejales | %     | Votos | Concejales |
| Euzko Alderdi Jeltzalea-Partido Nacionalista Vasco (EAJ-PNV)  | 51,63 | 504   | 5          | 59,05 | 587   | 6          | 50,75 | 538   | 5          | 46,76 | 542   | 5          | 55,14 | 563   | 6          |
| Euskal Herria Bildu (EH Bildu)-Bildu                          | 35,14 | 343   | 4          | 26,65 | 265   | 3          | 13,68 | 145   | 1          | 10,87 | 126   | 1          | —     | —     | —          |
| Partido Socialista de Euskadi-Euskadiko Ezkerra (PSE-EE PSOE) | 5,22  | 51    | 0          | 5,43  | 54    | 0          | 1,51  | 16    | 0          | 1,55  | 18    | 0          | 4,31  | 44    | 0          |
| Partido Popular del País Vasco (PP)                           | 3,68  | 36    | 0          | 5,73  | 57    | 0          | 4,15  | 44    | 0          | 7,08  | 82    | 0          | 11,17 | 114   | 1          |
| Abant Gordexola (AG)                                          | —     | —     | —          | —     | —     | —          | 28,30 | 300   | 3          | 32,18 | 373   | 3          | —     | —     | —          |
| Ezker Batua-Berdeak (EB-B)                                    | —     | —     | —          | —     | —     | —          | —     | —     | —          | —     | —     | —          | 14,50 | 148   | 1          |
| Eusko Alkartasuna (EA)                                        | —     | —     | —          | —     | —     | —          | —     | —     | —          | —     | —     | —          | 14,10 | 144   | 1          |